# Łukowit
Łukowit (bułg. Луковит) – miasto w Bułgarii, w obwodzie Łowecz, siedziba gminy Łukowit. W 2019 roku liczyło 8 217 mieszkańców.
W pobliżu miasta znaleziono srebrny tracki skarb (zob. skarb łukowicki). 